# Мордино (Иркутская область)
Мордино — деревня в Зиминском районе Иркутской области России. Входит в состав Ухтуйского муниципального образования.

## География
Находится примерно в 7 км к северу от районного центра.

## Население
| 2002 | 2010 | 2011 | 2012 |
| ---- | ---- | ---- | ---- |
| 317  | ↘313 | →313 | ↗320 |

По данным Всероссийской переписи, в 2010 году в деревне проживало 313 человек (144 мужчины и 169 женщин).